# Сриєдська
45°46′ пн. ш. 16°50′ сх. д. / 45.76° пн. ш. 16.84° сх. д.
Сриєдська (хорв. Srijedska) — населений пункт у Хорватії, в Б'єловарсько-Білогорській жупанії у складі громади Іванська.

## Населення
Населення за даними перепису 2011 року становило 305 осіб.
Динаміка чисельності населення поселення: